# Юхан Елмандер
Ю̀хан Елма̀ндер (на шведски: Johan Elmander, произнася се 'juːan ɛl'mɑndɛr) е шведски футболист, централен нападател, национален играч. Висок 1,88 метра.
През сезон 1997-1998 г. дебютира във футбола в аматьорския отбор на родния си град Холмалундс ИФ като отбелязва 5 гола в 23 мача. През сезон 1999-2000 г. дебютира в професионалния футбол в шведския Йоргрюте ИС (39 мача с 4 гола). През периода 2000-2004 г. играе за холандския Фейенорд (39 мача, 3 гола), като през сезон 2002-2003 г. играе като преотстъпен в шведския Юргорден ИФ (19 мача, 12 гола), а през сезон 2003-2004 играе също като преотстъпен в НАК Бреда (31 мача, 7 гола). През периода 2004-2006 г. играе в датския Брьонбю ИФ, за който изиграва 58 мача с 22 гола. От 2006 до 2008 г. е играч на френския ФК Тулуза (62 мача, 22 гола). От лятото на 2008 г. е играч на английския Болтън Уондърърс.
Дебютира за националния отбор на Швеция през 2002 г.